# Hornachuelos
Hornachuelos – gmina w Hiszpanii, w prowincji Kordoba, w Andaluzji, o powierzchni 909,22 km². W 2011 roku gmina liczyła 4694 mieszkańców.